# Frederiksbergmuseerne
Frederiksbergmuseerne er en museumsorganisation bestående af fire museer og udstillingssteder Bakkehusmuseet, Storm museet, Cisternerne og Møstings Hus.